# Pàgina web dinàmica
El concepte de pàgina web dinàmica neix en contraposició a les pàgines web clàssiques en format html. Aquestos documents no permeten la interacció amb l'usuari, més enllà de fer clics en els enllaços. La utilització de llenguatges de script, com javascript en el client (navegador web), permet de crear interactivitat, ja que el document web reacciona a diferents esdeveniments com pot ser clics de ratolí, combinacions de tecles, comptadors de temps, etc.
Una altra forma de crear contingut dinàmic en un document web és la utilització de llenguatges de servidor, per tal de canviar el contingut de la pàgina que el servidor enviarà al client.
La interactivitat del costat del client (interactivitat en el navegador) s'aconsegueix amb tècniques que reben el nom general Rich Internet Application. Entre aquestes tècniques podem destacar la utilització de llenguatges script com JavaScript, ActionScript o Visual Basic Script, que s'utilitzem per a crear html dinàmic (DHTML), utilització de Applets o components ActiveX o la tecnologia Flash que permeten inserir recursos de vídeo, so o animació. Les noves versions de llenguatge script també permet la comunicació amb els servidors a través de tècniques XMLHttpRequest, que formen part de les tècniques AJAX, o serveis web.
L'altra forma descrita d'aconseguir interactivitat amb l'usuari del lloc web s'aconsegueix amb l'ajuda dels anomenats llenguats de servidor. Aquests utilitzen tècniques anomenades Common Gateway Interface (CGI), per tal de servir contingut dinàmic a cada interacció de l'usuari amb el contingut pel qual navega (un exemple típic són els llocs de compra o subhastes per Internet o la pròpia viquipèdia).

## Llocs web dinàmics
Anomenem llocs web dinàmics, aquells que separen el contingut de la presentació de les dades. Així, el contingut s'allotja en un sistema gestor de bases de dades, i un servidor d'aplicacions s'encarrega d'incorporar les dades a la presentació, quan així 
sigui requerit pel client.
Aquesta forma de construir llocs web, també s'anomena arquitectura en n capes, del terme anglosaxó n-tier arquitecture. Cada element (presentació, lògica del negoci, dades, etc.), representa una capa. L'arquitectura més utilitzada és l'arquitectura en tres capes (presentació, lògica i dades).
Els llocs web dinàmics s'utilitzen sobretot quan cal una actualització contínua del contingut, i per tant, una presentació diferent, d'acord amb el contingut canviant.

## Llenguatges de servidor
Amb els llenguatges de servidor, el servidor web o servidor d'aplicacions s'encarrega de gestionar les peticions dels clients (requestes), processa aquesta petició i envia una resposta adequada al client, combinant la informació rebuda per part del client amb les dades que es troben en el magatzem de dades.
Llenguatges de servidor són:
- Active Server Pages
- ColdFusion Markup Language
- Groovy Server Pages
- JavaServer Pages
- PHP
- Perl
- Python